# Kontaktelektrizität
Als Kontaktelektrizität, Berührungselektrizität werden zusammenfassend elektrische Phänomene bezeichnet, die an Grenzflächen zwischen verschiedenen Substanzen bzw. zwischen einer Substanz und der Umgebung (z. B. Vakuum) vorkommen. 
Der Begriff „Kontaktelektrizität“ wurde von Alessandro Volta geprägt und stand damals im Gegensatz zur älteren These der „animalischen (tierischen) Elektrizität“, die auf Luigi Galvani und seine Versuche mit Froschschenkeln zurückgeht. Mit dem zunehmenden Verständnis der elektrischen Phänomene wurde im Laufe des 19. und frühen 20. Jahrhunderts klar, dass die als  „Kontaktelektrizität“ bezeichneten Phänomene sehr unterschiedlicher Natur sind, und der Begriff wird in der modernen Physik nicht mehr verwendet.

## Kontaktelektrizität zwischen zwei Leitern
Berühren sich zwei verschiedene Metalle, so fließen dem chemischen Potentialgefälle für die Elektronen folgend kurzzeitig solange Elektronen von einem in das andere Metall, bis die an der Phasengrenze zwischen den Metallen entstandene elektrische Spannung (Galvani-Spannung) so groß ist, dass der Nettoelektronenfluss zum Stillstand gekommen ist. Die beiden Metalle befinden sich dann im elektrochemischen Gleichgewicht; die entstandene Differenz der inneren elektrischen Potentiale nennt man bei Metallen auch Kontaktspannung.

## Kontaktelektrizität zwischen Isolatoren
Die Ladungsmengen, die sich mittels Isolatoren trennen lassen, siehe Reibungselektrizität, sind weitaus größer und damit auch die Spannungen. Zwischen Isolatoren gibt es jedoch keinen wohldefinierten Ladungsausgleich bei Kontakt und daher ist der Begriff des Kontaktpotentials nicht definiert. Die elektrische Aufladung kann nicht exakt erfasst werden, es gibt nur eine qualitative reibungselektrische Spannungsreihe, die angibt, welches von zwei Materialien sich bei gegenseitigem Kontakt positiv bzw. negativ auflädt.

## Kontaktelektrizität bei Halbleitern
Werden unterschiedlich dotierte Halbleitern in Kontakt gebracht bildet sich ein  P-n-Übergang. Bei Kontakt eines Halbleiters mit einem Metall bildet sich ein Metall-Halbleiter-Kontakt.